# 根加沃蒂
根加沃蒂是印度卡纳塔克邦戈伯尔县的一个城镇。总人口93249（2001年）。

## 人口
该地2001年总人口93249人，其中男性47202人，女性46047人；0—6岁人口13673人，其中男6997人，女6676人；识字率57.40%，其中男性为66.65%，女性为47.92%。